# Danis panatius
Danis panatius är en fjärilsart som beskrevs av Hans Fruhstorfer 1915. Danis panatius ingår i släktet Danis och familjen juvelvingar. Inga underarter finns listade i Catalogue of Life.